# Pierre Béguin
Pour les articles homonymes, voir Béguin.
Pierre Béguin est un journaliste suisse né à La Chaux-de-Fonds le 19 novembre 1903 et mort à Lausanne le 23 janvier 1978.

## Biographie

### Origines et famille
Pierre Béguin naît le 19 novembre 1903 à La Chaux-de-Fonds. Il est originaire de Rochefort, dans le même canton. Son père, Charles-Marcel Béguin, est pharmacien ; sa mère est née Marthe Wille. Il a deux frères, Charles et l'écrivain Albert Béguin.
Il est marié à Hermine Dvorak.

### Études et parcours professionnel
Il étudie le droit à l'Université de Genève.
Il occupe d'abord un poste de rédacteur à l'Annuaire de la Société des Nations, puis devient en 1930 correspondant au Palais fédéral de La Liberté et du Journal de Genève.
Appelé aux fonctions de rédacteur en chef de la Gazette de Lausanne en 1946, il assume la direction de ce quotidien de 1959 à 1966. Béguin était réputé pour ses éditoriaux qui faisaient autorité et pour ses excellentes analyses des problèmes politiques.[réf. nécessaire]

### Autres activités et fonctions
Il est élu député de l'Union nationale en 1933 au Grand Conseil de Genève.
En 1950, il publie une histoire de la Suisse durant la Seconde Guerre mondiale : Le Balcon sur l'Europe.
Il fut président du Conseil d'administration de l'Agence télégraphique suisse (ATS) et président de l'Union romande des éditeurs de journaux. Il anima de nombreuses émissions de radio et de télévision. Il a été un maître pour nombre de journalistes, dont François Gross.[réf. nécessaire]